# Rente

Renteontwikkeling van de Amerikaanse interbancaire rente, de Federal funds rate, van juli 1954 tot heden

Bij de uitleg in dit artikel wordt uitgegaan van een positieve rente, tenzij anders vermeld.
Rente, interest of intrest, is de vergoeding die wordt ontvangen voor het uitlenen van geld en die betaald wordt door degene die het geld leent. Een bekende vorm is de rente die consumenten ontvangen (creditrente of spaarrente) of betalen (debetrente) op een rekening bij een bank. Ook wanneer men zaken op krediet ('op de pof') koopt, leent men in feite geld van de onderneming om het goed direct te kunnen kopen en betalen. Er ontstaat een schuld waar eveneens rente over wordt berekend.
Rente heeft drie functies. Ten eerste geldt het als een vergoeding aan de uitlener voor het ter beschikking stellen van zijn geld, vergelijkbaar met huur. De tweede functie is het ontmoedigen van te late betaling: hoe langer men wacht des te hoger de schuld wordt door het berekenen van rente. Ten slotte compenseert de rente de inflatie gedurende de looptijd van de lening.

## Etymologie
Het woord rente duikt voor het eerst in het Nederlands op in 1230-1231 als een Oudfrans leenwoord. Het komt van het vulgair Latijnse *rendita, een verbastering van het voltooid deelwoord reddita van het werkwoord reddere, dat "teruggeven" betekent. Reddere zelf is een samenstelling van re- ("her-", "terug-", "we(d)er-", "opnieuw") en dare ("geven"). Rente betekent dus letterlijk "(het) teruggegeven(e)".
Het woord interest is rond 1530 aan het Middelfrans ontleend en wordt vooral in de Zuidelijke Nederlanden (België) gebruikt. Dit komt via het middeleeuws Latijnse en Oud-Franse zelfstandig naamwoord interesse ("verschil", "belang") uiteindelijk van het Latijnse werkwoord interesse, wat "tussen zijn/liggen" of "verschillen" betekende.

## Kenmerken en terminologie
Rente is meestal periodiek verschuldigd; gebruikelijk is maandelijks, per kwartaal, halfjaarlijks of jaarlijks, maar ook kan anders worden overeengekomen.
Het (uit)geleende bedrag wordt de hoofdsom genoemd.
De rentevoet (debetrentevoet die de consument betaalt of creditrentevoet die de consument ontvangt) is bij een gegeven standaardperiode (tenzij anders vermeld een jaar) de fractie van de hoofdsom die als rente wordt berekend. Meestal wordt deze fractie in procenten uitgedrukt; een rentevoet van 4% betekent een fractie 0,04.
Afhankelijk van de context wordt met het woord rente het bedrag of de rentevoet bedoeld. Voor de duidelijkheid kan men spreken van "rentebedrag" enerzijds, en "rentepercentage per jaar" of "rentevoet per jaar" (of analoog voor een andere periode) anderzijds.
Daarnaast moet nog worden onderscheiden de nominale rente tegenover enerzijds de effectieve rente en anderzijds de reële rente (zie onder).
De rente wordt vaak bepaald aan de hand van de interbancaire rente in euro-land (Euribor) of in Londen (LIBOR).

## Factoren die vraag en aanbod en daarmee de rente bepalen
In een vrije markt wordt rente bepaald door vraag en aanbod. Als in principe veel mensen en bedrijven behoefte aan geld hebben en weinig mensen en bedrijven geld ter beschikking willen stellen, dan ontstaat een marktevenwicht bij een hoge rente, en omgekeerd.
De korte rente (geldmarktrente) is die welke wordt gegeven op een kortlopende lening. Lange rente (kapitaalmarktrente) is de rente op een langlopende lening, bijvoorbeeld de (effectieve) rente op een tienjarige obligatie. Doorgaans is de lange rente hoger dan de korte, maar niet altijd. In het laatste geval spreken we van een “omgekeerde rentestructuur”.
Inflatie maakt in principe uitlenen minder aantrekkelijk en lenen aantrekkelijker. Voor een marktevenwicht is daarom in principe een inflatievergoeding in de marktrente verwerkt. Deze is bedoeld om de ontwaarding van het uitgeleende geld te compenseren.
Het risico dat de lener het geleende geld niet kan terugbetalen (debiteurenrisico) maakt uitlenen minder aantrekkelijk. Voor een marktevenwicht is daarom in principe een risicopremie in de rente verwerkt.
In de relatie tussen bijvoorbeeld een bank en een particulier is de bank de partij die kosten maakt voor het aanbieden van financiële producten en voor de administratie. Dit maakt de rente lager bij geld dat de consument aan de bank leent, en hoger bij geld dat de consument van de bank leent.
Een centrale bank kan besluiten tot een lage deposit rate, dat wil zeggen dat het banken weinig oplevert / veel kost om geld te stallen bij de centrale bank. Voor een bank wordt het dan minder aantrekkelijk dat spaarders geld bij hun stallen en aantrekkelijker om liquiditeiten die ze toch nog hebben uit te lenen aan personen en bedrijven, en niet aan de centrale bank. Het bevordert daarmee een lage rente voor zowel lenen als uitlenen. Een centrale bank kan nog extra de geldhoeveelheid vergroten door met gecreëerd geld obligaties op te kopen. De zo bevorderde inflatie maakt de reële rente (zie hieronder) nog lager, en daarmee consumeren en investeren nog aantrekkelijker. Zie ook de paragraaf "Negatieve rente".

## Reële rente
In tijden van hoge inflatie zal de rente hoger zijn dan anders. Dat betekent onder meer dat een kapitaalverstrekker het uitgezette kapitaal ziet aangroeien (door de rente) maar het tegelijk ziet krimpen (door de geldontwaarding). Om te kunnen bepalen wat per saldo het effect is, hanteert men het begrip “reële rente”: bij benadering is dit het nominale rentepercentage waarvan het verwachte inflatiepercentage is afgetrokken. Dit wordt geformuleerd in een vuistregel, de zogeheten vergelijking van Fisher:
{\displaystyle \mathrm {nominale\ rente-inflatie\approx re{\ddot {e}}le\ rente} }
Stel dat de nominale rente 7% per jaar bedraagt en de jaarlijkse inflatie 2%: de reële rente komt dan uit op (ongeveer) 5%.

### Exacte berekening
De exacte berekening van de reële rente verloopt als volgt. De reële rente, de effectieve rente en de (verwachte) jaarlijkse inflatie worden achtereenvolgens aangeduid met {\displaystyle rr}, {\displaystyle er} en {\displaystyle ji}. De waarden van deze drie grootheden worden uitgedrukt als fractie. Er geldt:
{\displaystyle (1+er)=(1+rr)(1+ji)}
zodat
{\displaystyle rr={\frac {1+er}{1+ji}}-1}
Stel dat de effectieve rente 7% per jaar bedraagt en de jaarlijkse inflatie 2%, dan is de reële rente 4,902%.

### Effecten van hoge of lage reële rente
De hoogte van de reële rente heeft direct invloed op de economie van een land. Is de rente hoog, dan zullen bedrijven minder geld lenen om te investeren, en geneigd zijn om indien mogelijk schulden zo snel mogelijk af te betalen. Is de rente laag, dan wordt het voor bedrijven makkelijker om geld te lenen om te investeren. Door een renteverlaging wordt de economie dus gestimuleerd. Ook de woningmarkt ondergaat invloed van de rentevoet. Naarmate de rente lager is, zal de (aspirant-)huizenkoper immers gemakkelijker een hypothecaire lening kunnen afsluiten, of zich een hogere hypotheek kunnen veroorloven.

## Samengestelde interest

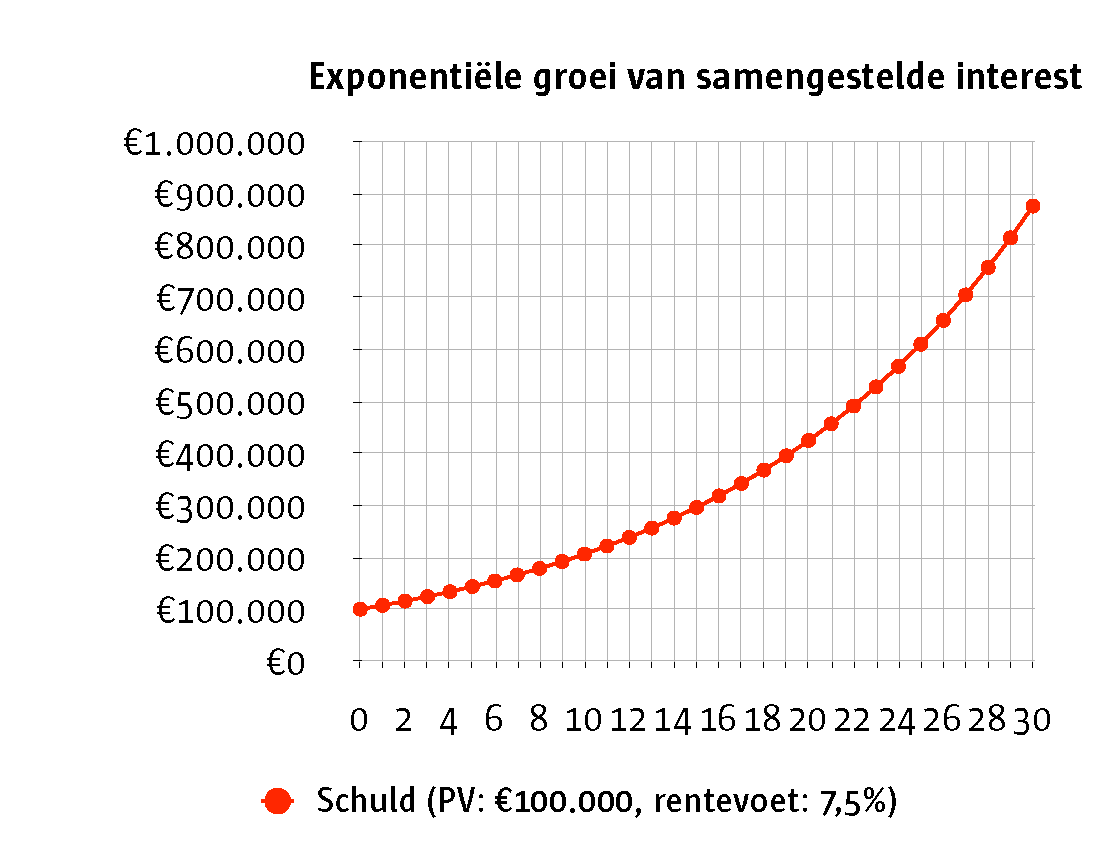

Samengestelde interest, oftewel rente-op-rente, houdt in dat over de rente die wordt opgebouwd, maar niet wordt opgenomen, ook weer rente wordt betaald. Daardoor groeit het kapitaal niet lineair, maar volgens een steeds steilere curve. Men spreekt van een exponentiële groei:
{\displaystyle \mathrm {EW} =\mathrm {CW} (1+i)^{n}}
Hierin is:
- {\displaystyle \mathrm {CW} }, de contante waarde of de waarde in het begin van de periode
- {\displaystyle \mathrm {EW} }, de eindwaarde of de waarde na verloop van tijd
- {\displaystyle n} het aantal perioden
- {\displaystyle i} de rentevoet per periode, als breuk, dat is het rentepercentage gedeeld door 100

Samengestelde interest wordt bij contante waarde berekeningen gebruikt.

## Vaste en variabele rente
Leningen, met name hypothecaire leningen, worden vaak voor langere tijd afgesloten, en gedurende die looptijd geldt doorgaans een vaste rente: het tarief blijft dan gelijk. Bij variabele rente kan het rentetarief ieder moment wijzigen, afhankelijk van de omstandigheden op de geld- en kapitaalmarkten in andere landen.

### Renterisico
Dit ‘verschil’ tussen vaste en variabele rente brengt zowel voor de leningnemer als voor de leninggever risico's met zich mee.
De bank loopt risico als het uit te lenen geld eerst zelf heeft “ingekocht” (aangetrokken) tegen een vaste rente, maar het vervolgens uitleent tegen een variabele. Die variabele rente kan tijdens de looptijd van de lening immers dalen. Uiteraard is dit risico ook aanwezig als de rente juist variabel is ingekocht en vast wordt uitgeleend; dan is een tussentijdse rentestijging nadelig voor de uitlenende instantie.
In beide gevallen is het risico voor degene die leent, precies tegengesteld. Hij loopt bij variabele rente het risico van een rentestijging. Bij vaste rente mist hij het voordeel van een tussentijdse rentedaling.
Overigens speelt het renterisico niet alleen bij banken; ook pensioenfondsen hebben er nadrukkelijk mee te maken.

### Kans op rendement
Geen van beide partijen zou genegen zijn dit risico te aanvaarden, als er niet de kans op extra rendement tegenover stond, of althans de zekerheid dat het risico wordt afgedekt. De variabele rente kan zich in alle gevallen immers ook juist in tegengestelde richting bewegen dan hierboven geschetst. Een risico wordt dan een meevaller.

### Renteswap
Een financiële instelling heeft instrumenten (zoals de renteswap) tot haar beschikking om zich in te dekken tegen het renterisico.

## Negatieve rente
Bij negatieve nominale rente is de geldverstrekker de lener een rente verschuldigd. Aangezien contant geld bewaren in principe een alternatief is, komt de door de geldverstrekker te betalen rente neer op een vergoeding voor het veilig bewaren. Negatieve rente beperkt zich dan ook veelal tot gevallen met weinig debiteurenrisico.
Ook bij positieve nominale rente kan de reële rente door inflatie en belasting negatief zijn.
Rekeningen of obligaties met negatieve rente kunnen passen in een risicomijdende beleggingsstrategie en kunnen dienen als beleidsinstrument. In de nasleep van de dollarcrisis van begin jaren 70 van de twintigste eeuw (zie Systeem van Bretton Woods, Nixon-schok) pasten de Belgische en Zwitserse overheden negatieve bankrentes toe om buitenlandse valutaspeculanten te weren. In beide gevallen golden deze alleen voor buitenlandse rekeninghouders. Van 1974 tot 1979 bedroeg de rente op Zwitserse rekeningen voor buitenlanders −40%.
Ten gevolgde van de kredietcrisis zijn vanaf ca. 2010 negatieve rentes opnieuw werkelijkheid geworden. Om de economieën te stimuleren verlaagden de centrale banken de officiële rentetarieven (en zie ook kwantitatieve versoepeling) waardoor het aantrekkelijker werd geld te lenen voor investeringen of consumptie. In de zomer van 2009 was de Sveriges Riksbank de eerste die de negatieve rente introduceerde. Meer banken volgden, zoals de Zwitserse Nationale Bank op 15 januari 2015 die de rente op −0,75% bracht, en de Bank van Japan, die in januari 2016 een rente van −0,1% voor deposito's introduceerde.
De kredietcrisis leidde ook tot veel onzekerheid en risico-aversie bij beleggers. Zij wilden alleen geld lenen aan zeer veilige debiteuren. Sinds december 2011 heeft de Nederlandse staat diverse malen geld geleend tegen een negatieve rente. De beleggers in Nederlands schuldpapier krijgen dus geen rentevergoeding maar betalen rente aan de staat. Duitsland heeft ook geleend tegen een negatieve rente omdat het een zeer veilige belegging is waar weinig risico mee gelopen wordt.
Het monetaire beleid van de centrale banken, zoals in de EU waar gestreefd wordt naar een hogere inflatie van net onder de 2%, bestaat onder meer uit opkoopprogramma's van staatsobligaties in de markt. Door de extra vraag stegen de obligatiekoersen en daarmee daalde de rente langs de hele rentecurve. Dit resulteerde uiteindelijk ook in een negatieve marktrente. In oktober 2015 was op staatsobligaties ter waarde van $26.000 miljard de effectieve rente minder dan 1% en op meer dan $6000 miljard zelfs minder dan 0%.
Voor particuliere spaarders is in Nederland de rente vaak pas bij grote tegoeden negatief. Er worden saldoklassen gehanteerd, waarbij het vaak gaat om het saldo per klant. Het gaat vaak om een schijventarief (er geldt dan voor elk deel van het tegoed een eigen rentepercentage, eventueel een laag positief percentage over een eerste deel, vervolgens 0% over een deel en anno 2021 meestal −0,5% over de rest). Net als op grond van de depositogarantieregeling is het dan dus bij een groot tegoed gunstig het saldo over meerdere banken te verdelen. Bij sommige banken gaat het om het saldo per rekening. Dan kan het dus ook gunstig zijn het saldo over meerdere rekeningen bij zo'n bank te verdelen, bijvoorbeeld een betaalrekening en een bijbehorende spaarrekening, en/of meerdere betaalrekeningen. De kosten per betaalrekening vallen al gauw in het niet bij de negatieve rente die anders verschuldigd is. Er is soms weleens een spaardeposito met fiscale voordelen (namelijk die van een groene belegging), waarbij "beheerskosten" effectief een negatieve rente vormen.
Volgens een onderzoek van ING Bank, onder 13000 mensen begin 2016, zal drie kwart geld opnemen van de bank als ze rente zouden moeten betalen over het spaarsaldo. Slechts iets meer dan 10% van de respondenten gaf aan dan meer geld te gaan uitgeven. Het door de centrale banken gewenste effect om mensen aan te zetten tot meer consumptie wordt door een negatieve rente dus nauwelijks bereikt.
Een lage of negatieve rente heeft ook een effect op de wisselkoers. De lage rente maakt de valuta minder aantrekkelijk waardoor de koers daalt. Dit maakt de import van goederen en diensten duurder waardoor de inflatie stijgt en de export wordt gestimuleerd waardoor de economische groei wordt gestimuleerd. Als veel landen dit doen dan wordt dit effect minder. Dit kan resulteren in een neerwaartse spiraal van steeds lagere renteniveaus.
Banken die variabele rente berekenen op leningen zijn zich echter tegen een dergelijk verlies gaan indekken door contractueel in leningsovereenkomsten te bedingen dat de rente op leningen nooit lager dan een bepaald minimum kan zijn.
In Nederland geldt een eigenwoningschuld met negatieve rente fiscaal niet als bron van inkomen.
Als de rente nul is, maar er wel kosten verbonden zijn aan een spaarrekening, is het rendement ook negatief, maar dan een vast bedrag van meestal enkele tientjes per jaar. Er zijn vaak geen extra kosten voor wie al een betaalrekening bij dezelfde bank heeft. Bij een saldo van € 100.000 per bank waarbij men geen behoefte heeft aan een betaalrekening is het rendement dan ongeveer -0,03 % per jaar.
In oktober 2022 komen negatieve rentes niet of nauwelijks meer voor.

### Terminologie
Een negatief rentepercentage is bijvoorbeeld −0,5%. Met het "betalen van negatieve rente" wordt dan bedoeld het betalen van 0,5%; in zo'n zinsnede is "negatieve rente" dus een positief bedrag.
Een rentespook is bij een dreigende oplopende inflatie een verwachte verhoging van de kortetermijnrente.

## Wetgeving in Nederland
Om een einde te maken aan woeker zijn er in de loop der jaren veel wetten ingevoerd. Een vrij recente wet is de Wet op het consumentenkrediet (WCK) in Nederland. In de WCK is een maximale rentevoet vastgesteld. Deze is gelijk aan de “gewone” wettelijke rente (2%) vermeerderd met 12%. Deze 12% is tijdelijk, tot 1 maart 2021, voor nieuwe kredieten of opnamen verlaagd tot 8%, waarmee de maximale rente 10% is.
Over het algemeen voeren de banken die rechtstreeks kredieten verlenen, een veel lager percentage. Bij kopen op afbetaling bij bijvoorbeeld Wehkamp wordt wel bijna de maximale rente gerekend (februari 2020: 14%; september 2020: 9,9%). Banken zijn verplicht om naast de nominale rente ook de effectieve rente te vermelden.
In de Nederlandse Wet inkomstenbelasting 2001 wordt niet de werkelijke rente maar een forfaitair rendement belast. Tot en met 2016 was dit 4%, sindsdien is het mede afhankelijk van de hoogte van het vermogen. Het tarief hierover is gesteld op 30%, zie box 3.
In de Successiewet 1956 wordt een vaste rentevoet van 6% aangenomen als marktconform. Als bijvoorbeeld een erflater bij testament heeft bepaald dat het eigendom van het gehele vermogen naar de kinderen gaat en dat de langstlevende een vruchtgebruik hierop krijgt, dan is de langstlevende gehouden om op de (niet-opeisbare) vordering van de kinderen jaarlijks een rentevergoeding te betalen. Deze rentevergoeding op het vruchtgebruik dient minimaal 6% samengesteld te zijn (zie artikel 21 lid 13 Successiewet 1956 en artikel 10 Uitvoeringsbesluit Successiewet 1956).
Renteafspraken die nog vallen onder de successiewetgeving van vóór 1 januari 2010 zijn veelal gebaseerd op een rentevoet die lager lag dan 6%. Deze lagere rente blijft onder de nieuwe wetgeving toegestaan mits de hoogte van de rente destijds marktconform was, en er na 1 januari 2010 geen wijzigingen in de overeenkomst zijn gemaakt (of de overeenkomst voor een (on)bepaalde tijd is verlengd nadat deze na 1 januari 2010 op grond van de in de overeenkomst zelf afgesproken termijn is geëindigd). Kortom: zolang er niets aan de voorwaarden (en ook aan de hoogte van de rente) is gewijzigd na 1 januari 2010, zal de fiscus deze lagere rente als marktconform accepteren en het niet zien als een schenking.

## Wetgeving in België
Grosso modo onderscheidt men in België twee soorten interesten: remuneratoire interesten en nalatigheidsinteresten. Daarnaast kunnen interesten ook worden ingedeeld naargelang hun rechtsgrond: wettelijk, gerechtelijk of conventioneel.

### Remuneratoire interesten
Remuneratoire interesten zijn interesten die geheven worden als tegenprestatie. Zo zal een bank interesten heffen op de lening die hij verstrekt.

### Nalatigheidsinteresten
Nalatigheidsinteresten zijn interesten die dienen ter vergoeding of als sanctie voor de laattijdige uitvoering van een verbintenis. Ze worden op hun beurt onderverdeeld in twee vormen: in moratoire of verwijlinteresten en vergoedende of compensatoire interesten.

#### Moratoire interesten
Moratoire of verwijlinteresten zijn verschuldigd als schadevergoeding wegens de vertraging van een in geld uitgedrukte verbintenis. Ze hebben aldus altijd betrekking op geldschulden. In beginsel zijn dit de wettelijke interesten (die bij wet vastgesteld zijn), maar de contractpartijen kunnen zelf een interest overeenkomen (dit heet de contractuele interest).

#### Compensatoire interesten
Compensatoire of vergoedende interesten zijn verschuldigd wegens de vertraging van een in waarde uitgedrukte verbintenis. Ze hebben aldus altijd betrekking op waardeschulden. Compensatoire interesten betreffen altijd een integrale vergoeding (i.p.v. een effectief bepaald percentage).

## Religieuze/historische bezwaren tegen rente
Met name in Abrahamitische religies werd of wordt het heffen van rente op een lening als een zonde beschouwd. 
Als je geld leent aan iemand van mijn volk die armoede lijdt, gedraag je dan niet als een geldschieter en vraag geen rente van hem. Exodus 22:24-25.
Toon ontzag voor je God en laat je volksgenoten niet verkommeren. Wanneer je een volksgenoot iets leent, mag je hem vooraf noch achteraf rente vragen.  Je mag van hem geen rente vragen als je hem geld leent, en geen winst maken als je hem voedsel geeft. Leviticus 25:36-37.
U mag geen rente vragen als u iets aan een volksgenoot leent, of het nu gaat om geld of voedsel of wat u ook maar tegen rente te leen kunt geven. Van een buitenlander mag u wel rente heffen, maar niet van iemand uit uw eigen volk.  Deuteronomium 23:19-21.
Meestal ging dit uit van twee benaderingen. Volgens de eerste kon geld zich niet zomaar 'uit zichzelf' vermeerderen, omdat alleen God zaken kan scheppen. De tweede, meer praktische reden om het heffen van rente als zonde aan te merken, was het feit dat leningverstrekkers soms doelbewust dermate hoge percentages rekenden (woeker) dat de schuldenaar nooit uit de schulden kon komen en al zijn goederen en uiteindelijk zijn vrijheid moest afstaan. Een dergelijke gang van zaken werd gelijkgesteld aan stelen, en was daarmee ook een zonde.
In Lucas wordt het incasseren van rente echter weer geprezen:
Waarom heb je mijn geld dan niet bij de bank in bewaring gegeven? Dan had ik het bij mijn terugkeer met rente kunnen opvorderen. Lucas 19:23.
In de Middeleeuwen was het christenen verboden rente te heffen, wat leidde tot de positie van joden als bankiers en geldverschaffers. Uit bovengenoemde teksten blijkt dat joden rente mochten heffen, mits ze zaken deden met niet-joden. Niettemin werd hiervoor vrij snel en oplossing gevonden in de vorm van de jaarrente of 'kooprente' waarvan duizenden aktes bewaard zijn gebleven. Filosofen als Plato en Thomas van Aquino hebben zich eveneens tegen rente uitgesproken, alsmede de economische 'goeroe' achter de NSDAP, Gottfried Feder.

### Islam
Ook de Koran bevat verzen waarin het heffen van rente (riba) expliciet wordt verboden, al bestaat er een verschil van interpretatie of de term riba slechts woekerrente of alle vormen van rente omvat. Een groot deel van de moslims gaat van de laatste interpretatie uit. Zowel het in rekening brengen als het betalen van rente zouden haram zijn (niet toegestaan volgens de islam). In veel islamitische landen is islamitisch bankieren de belangrijkste vorm van bankieren. Weliswaar kan ook in islamitische investeringen een rendement worden gegenereerd, maar dit geschiedt in de vorm van een vrijwillige betaling of winstuitkering, en niet in de vorm van juridisch afdwingbaar absoluut of relatief bedrag. Ook in veel westerse landen is islamitisch bankieren in meer of mindere mate mogelijk.